# Alexander Kiene
Alexander Kiene (* 30. Dezember 1977 in Stadtoldendorf) ist ein ehemaliger deutscher Fußballspieler und nunmehriger -trainer.

## Karriere

### Als Spieler
Kiene spielte bis 1999 beim VfV Hildesheim. Zwischen 1999 und 2001 war er für die SVG Einbeck aktiv. In der Saison 2001/02 spielte er für die SG Wehrstedt/Bad Salzdetfurth. Zur Saison 2002/03 kehrte er zu Hildesheim zurück. In der Saison 2003/04 spielte er für den SV Linden 07. Zur Saison 2004/05 wechselte er zum TSV Havelse. Mit Havelse stieg er 2005 in die Niedersachsenliga auf. In der Saison 2005/06 kam er zu 27 Einsätzen in der fünfthöchsten Spielklasse. Zur Saison 2006/07 wechselte er zum Ligakonkurrenten Sportfreunde Ricklingen. Nach drei Einsätzen für Ricklingen beendete er in der Winterpause jener Saison seine Karriere.

### Als Trainer
Ab der Saison 2007/08 trainierte Kiene den Sechstligisten SpVgg Preußen Hameln. Mit Hameln stieg er zu Saisonende in die Oberliga auf. Nach der Saison 2008/09 verließ er den Verein. In der Saison 2010/11 trainierte er den Siebtligisten OSV Hannover. Im Januar 2012 wurde er Trainer des Sechstligisten SV Arminia Hannover. Mit der Arminia stieg er 2014 in die Oberliga auf. Im Dezember 2014 übernahm er den Regionalligisten BSV Rehden. Im Oktober 2015 löste er seinen Vertrag bei Rehden auf und wechselte zum Ligakonkurrenten TSV Havelse, bei dem er bereits als Spieler aktiv gewesen war.
Nach der Saison 2016/17 verließ er Havelse nach dem Auslaufen seines Vertrags. Zur Saison 2019/20 wurde er Trainer des VfB Oldenburg. Nach einer Spielzeit verließ er Oldenburg nach Saisonende wieder.
Zur Saison 2020/21 wurde er Trainer des österreichischen Zweitligisten SC Austria Lustenau. Im Mai 2021 trennte sich Lustenau vom Deutschen, die Austria lag zu jenem Zeitpunkt auf dem 14. Tabellenrang und wäre, wenn die Regionalligen nicht im selben Monat abgebrochen worden wären, akut abstiegsgefährdet gewesen. Im November 2023 wurde er neuer Cheftrainer bei KSV Hessen Kassel, in der Regionalliga Südwest. Am 21. Oktober 2024 wurde er nach fünf sieg- und punktlosen Spielen, auf Platz 16 liegend entlassen.